# Ronald Ramón
Ronald Ricardo Ramón Guerrero (Nova Iorque, 14 de janeiro de 1986) é um jogador de basquetebol profissional dominicano-estadunidense que joga atualmente no Flamengo, no Novo Basquete Brasil.
Ramón jogou basquete universitário nos Panthers da Universidade de Pittsburgh. Ele também participa de competições internacionais com a equipe nacional da República Dominicana. Com 1,83 metros de altura, joga na posição de ala-armador.

## Estatísticas na carreira

### Temporada regular do NBB
| Temporada         | Equipe            | PD  | MIN  | 2P%  | 3P%  | LL%  | RT  | AS  | BR  | TO | PPJ  |
| ----------------- | ----------------- | --- | ---- | ---- | ---- | ---- | --- | --- | --- | -- | ---- |
| 2010–11           | Limeira           | 27  | 31.9 | .431 | .367 | .871 | 3.0 | 3.0 | 1.0 | .1 | 12.9 |
| 2011–12           | Limeira           | 25  | 28.6 | .470 | .438 | .878 | 1.7 | 2.2 | 0.6 | .0 | 13.7 |
| 2012–13           | Limeira           | 34  | 30.7 | .516 | .485 | .819 | 2.3 | 3.5 | 0.6 | .0 | 14.2 |
| 2013–14           | Limeira           | 28  | 31.2 | .500 | .379 | .833 | 3.1 | 2.8 | 1.3 | .1 | 12.7 |
| 2014–15           | Limeira           | 29  | 28.6 | .559 | .450 | .898 | 2.6 | 2.1 | 1.1 | .1 | 12.9 |
| 2015–16           | Flamengo          | 13  | 19.2 | .355 | .400 | .846 | 1.8 | 1.9 | 1.2 | .0 | 4.8  |
| Carreira          | Carreira          | 156 | 28.4 | .486 | .426 | .857 | 2.5 | 2.6 | 1.0 | .0 | 12.6 |
| Jogo das Estrelas | Jogo das Estrelas | 2   | –    | –    | –    | –    | –   | –   | –   | –  | –    |

### NBB playoffs
| Temporada | Equipe   | PD | Min  | 2PT  | 3PT  | LL   | RT  | AS  | BR  | TO | PPJ  |
| --------- | -------- | -- | ---- | ---- | ---- | ---- | --- | --- | --- | -- | ---- |
| 2010-11   | Limeira  | 5  | 38.3 | .476 | .441 | .875 | 1.8 | 1.6 | .6  | .0 | 17.2 |
| 2011-12   | Limeira  | 5  | 28.2 | .435 | .560 | .833 | 1.4 | 1.6 | .8  | .2 | 15.4 |
| 2012-13   | Limeira  | 5  | 36.8 | .556 | .429 | .813 | 3.2 | 3.0 | 1.2 | .0 | 15.6 |
| 2013-14   | Limeira  | 5  | 35.8 | .519 | .269 | .880 | 3.6 | 3.0 | 1.0 | .2 | 14.2 |
| 2014-15   | Limeira  | 7  | 29.7 | .667 | .538 | .909 | 1.4 | 1.6 | 1.1 | .0 | 10.9 |
| 2015-16   | Flamengo | -  | -    | -    | -    | -    | -   | -   | -   | -  | -    |
| Carreira  |          | 27 | 33.8 | .523 | .445 | .862 | 2.3 | 2.1 | .9  | .1 | 14.4 |